# 薩摩川内市立大軣小学校
薩摩川内市立大軣小学校（さつませんだいしりつ だいごうしょうがっこう）は、鹿児島県薩摩川内市祁答院町下手にあった市立小学校。薩摩川内市祁答院町（旧薩摩郡祁答院町）の市街地に所在した。現在その校舎は、祁答院小学校として利用されている。

## 概要
- 児童数 - 48名（令和5年度）
- 旧大村小学校区、旧轟小学校区が範囲。旧轟小学校区の児童は、一部通学バスによる通学。

## 沿革
- 1977年 - 祁答院町立大村(おおむら)小学校、祁答院町立轟(とどろ)小学校統合により、祁答院町立大軣小学校として開校(4月)。校歌制定(12月)。
- 1982年 - 擁壁並びにフェンス工事完成(3月)。校舎南側擁壁工事完成(12月)。
- 1983年 - 体育倉庫完成(3月)。砂場新設、校庭整地(10月)。体育施設修理並びに移転工事(11月)。
- 1988年 - 築山完成(3月)。観察池完成(6月)。
- 1996年 - 開校20周年記念式典及び祝賀会。
- 2004年 - 市町村合併(1市4町4村)により、薩摩川内市立大軣小学校となる。
- 2005年 - 大規模改修工事第一期完成(管理棟)。
- 2006年 - 大規模改修第二期完成（北校舎）
- 2007年 - 創立30周年記念事業、飼育舎移設(2月)。給食コンテナ置き場設置(3月)
- 2024年 - 閉校。4月より、大軣小学校含め祁答院地域の4つの小学校が統合し、祁答院小学校となる。

## 通学区域
薩摩川内市立大軣小学校の通学区域は以下の大字の区域が指定されている 。
- 祁答院町下手の全域
- 祁答院町上手のうち、字坂及び字小牧

## 少年団活動
- ソフトボール少年団
- バレーボール少年団
- 水泳少年団